# Divinópolis de Goiás
Divinópolis de Goiás là một đô thị thuộc bang Goiás, Brasil. Đô thị này có diện tích 831,134 km², dân số năm 2007 là 5281 người, mật độ 6,4 người/km².